# Tumathorp Sanct Knuts Gille

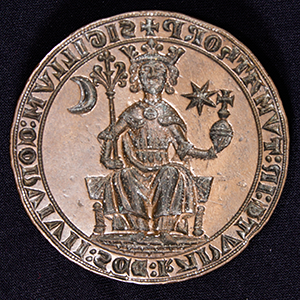
Tumathorp Sanct Knuts Gille sigillstamp

Tumathorp Sanct Knuts Gille är ett av 11 aktiva Knutsgillen i Sverige, Danmark och Tyskland (Flensborg). Gillet har sin hemvist i Ö Tommarp, Skåne,  men är hela Österlens gille. Tumathorp är det medeltida danska namnet på Tommarp. Knutgillet i Tumathorp fanns redan på 1200-talet men upplöstes under reformationen för att sedan återstartas 1949.
Tumathorp Sanct Knuts Gilles syfte är broderlig och systerlig sammanhållning, utvecklande av gammal god skånsk gilles- och sällskapskultur samt forskning i Knutsgillens och Österlens historia.

## Det medeltida gillet
Det främsta beviset på att det funnits ett Knutsgille i Tumathorp är ett kopparsignet (sigillstamp) med omskriften 
SIGILLUM CONVIVII SCI KANUTI IN TUMATHORP.
Sigillstampen som daterats till år 1275 är i höggotik-stil och har en kung med krona, spira och äpple mellan en sol och en måne, alla dessa är maktens symboler. Efter att sigillstampen försvunnit från Tumathorp hamnade den 1716 i Lunds Sanct Knuts Gilles ägo tills att den återlämnades 1955 till Tumathorp Sanct Knuts Gille.   

## Det nutida gillet
Under vintern 1948 föddes tanken hos historikerna Gustaf Åberg och Curt Wallin att återuppväcka Knutsgillet i Tommarp. Curt Wallin samlade hembygdskretsen den 13 januari 1949 och en kommitté utsågs att närmare utreda möjligheten att återuppväcka gillet. Dock behövde de först inhämta de gamla gillenas medgivande. Lunds Sankt Knuts Gilles Ålderman Lauritz Weibull biföll Curts Wallins önskan. Namnet skulle vara Tumathorp Sanct Knuts Gille för att markera ursprunget i socknen, men hela Österlen skulle vara gillets basområde.
Lördagen den 9 juli 1949 var dagen då det nya Tumathorp Sanct Knuts Gille grundades – eller återuppväcktes. Högtiden inleddes i Tommarps kyrka där Ålderman Lauritz Weibull, biträdd av Ystads Ålderman Hans Johansson och Flensborgs Kansler Einar Olsen förklarade Tumathorp Sanct Knuts Gille återuppväckt och lade den nya Åldermannakedjan över Curt Wallins axlar. Därefter installerades samtliga 29 gillesråd.
Högtiden, kallad Adeldrickning, fortsatte sedan på Glimmingehus där ett 27 män och 53 kvinnor togs in som de första bröderna och systrarna i gillet förutom de 29 män som redan recipierat i kyrkan i samband med deras installation som gillesråd. Dagen avslutades med en festmåltid i Hemvärnsssalen på Glimmingehus.
Tumathorp Sanct Knuts Gille har idag (2025) ca 600 medlemmar och är mycket aktivt. Gillets medlemmar erbjuds aktiviteter under hela året. Höjdpunkten på året är Adeldrickningen som alltid sker lördagen närmst den 10 juli. Adeldrickningen startar precis som vid återstarten 1949 i Tommarps kyrka och fortsätter sedan på Glimmingehus och avslutas med middag och dans på Löderup strandbad.
Andra populära aktiviteter är Papegoyeskjutningen då året Fågelkung och Majdrottning ska koras genom pilbåggsskytte samt Gillesstämman (årsmöte), gåsamiddag, julbön, utflykter och inte minst barnens egna fest Slå katten ur tunnan.

## Åldermän sedan återstarten
- 1949-1980 Curt Wallin
- 1981-1996 Carl Lindholm
- 1996-2009 Peter Stenkula
- 2009-2022 Stefan Lamme
- 2022-         Christer Akej